# Gefängnishefte
Die sogenannten Gefängnishefte (italienisch Quaderni del carcere) sind neben den Gefängnisbriefen und einer Reihe von journalistischen Arbeiten das politische Hauptwerk des italienischen Marxisten Antonio Gramsci (1891–1937) und können nach Ansicht von Wolfgang Fritz Haug als „ein Hauptwerk der politischen Philosophie des 20. Jahrhunderts“ gelten. Die Gefängnishefte entstanden in den Jahren 1929 bis 1935, als Gramsci als politischer Gefangener der italienischen Faschisten im Gefängnis saß.

## Entstehung

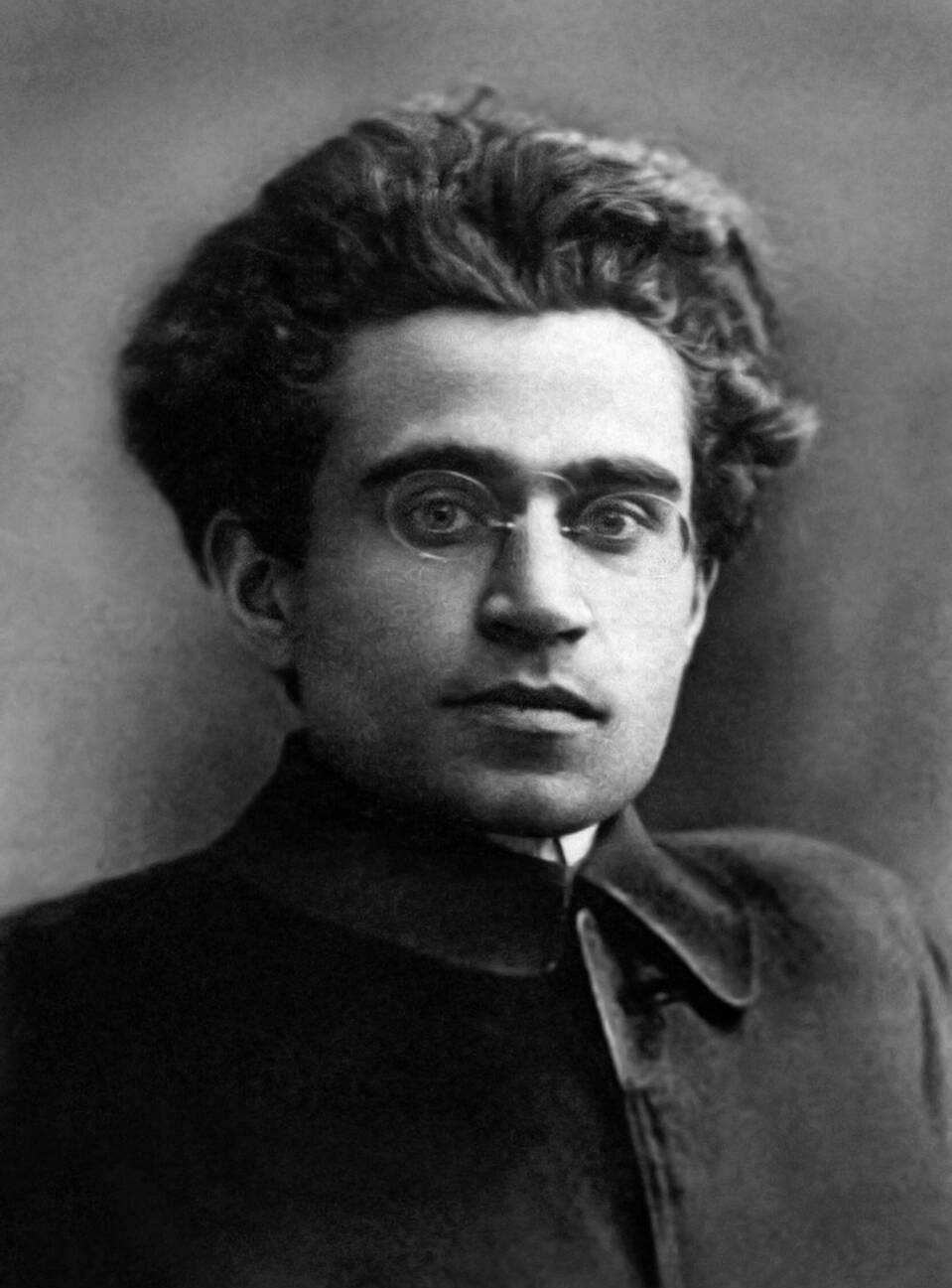
Antonio Gramsci, der Verfasser der Gefängnishefte (Foto um 1920)

Antonio Gramsci erwähnte die Idee, seine Gedanken und Ideen in Heftform niederzuschreiben, erstmals in einem Brief vom März 1927 an seine Schwägerin Tanja Schucht. In diesem verfasste er auch einen ersten Arbeitsplan. Im Jahr 1928 wurde Gramsci erlaubt, im Gefängnis zu schreiben und ab dem folgenden Jahr tat er dies auf regelmäßiger Basis. Gramsci schrieb bis in das Jahr 1935 hinein an den Heften, musste dies jedoch dann auf Grund der gesundheitlichen Folgen seines Gefängnisaufenthaltes abbrechen. In den Gefängnisheften wollte sich Gramsci insgesamt 16 Hauptthemen widmen, darunter der Geschichte Italiens, dem Alltagsverstand, dem Amerikanismus und Fordismus sowie einer Theorie der Geschichte bzw. Geschichtsschreibung.
Als Grundlage seiner Schriften dienten Gramsci Bücher, Zeitschriften und Zeitungen, die er während seines Gefängnisaufenthaltes lesen durfte. Hinzu kommen seine Erinnerungen an Gelesenes und Erfahrenes aus seiner Zeit vor dem Gefängnis. Seine Schwägerin Tanja Schucht ließ ihm zudem politische Literatur zukommen.
Nach dem Tod Gramscis im April 1937 konnte Tanja Schucht die Aufschriften Gramscis an sich nehmen. Im Juli 1938 wurden diese nach Moskau übersandt und kamen erst nach dem Ende des Zweiten Weltkrieges zurück nach Italien.

## Veröffentlichungsgeschichte
In den Jahren 1948 bis 1951 wurden die Gefängnishefte verteilt auf sechs Bände in italienischer Sprache erstmals überhaupt veröffentlicht. Die Herausgabe erfolgte dabei nicht in chronologischer Anordnung der Texte, sondern thematisch geordnet. Jeder der sechs Bände erhielt dabei einen Titel: Der Historische Materialismus und die Philosophie Benedetto Croces; Die Intellektuellen und die Organisation der Kultur; Das Risorgimento; Notizen über Machiavelli, über die Politik und den modernen Staat; Literatur und nationales Leben sowie Vergangenheit und Gegenwart.
Mitte der 1970er Jahre erschien unter der Leitung von Valentino Gerratana eine italienische kritische Gesamtausgabe der Gefängnishefte, in denen die Texte in chronologischer Reihenfolge ihrer Entstehung geordnet waren.
Der Politologe Christian Riechers brachte mit dem Band Philosophie der Praxis. Eine Auswahl im Jahr 1967 eine erste deutschsprachige Textauswahl aus den Gefängnisheften heraus, die er auch selbst übersetzte. Riechers kann somit als „Pionier der Gramsci-Übersetzung“ gelten.
In den 1970er Jahren war eine erste Komplettübertragung der Gefängnishefte in die deutsche Sprache angedacht, wurde jedoch auf Grund des Endes einer Konjunktur der Gramsci-Rezeption nicht realisiert.
1983 veröffentlichte Sabine Kebir mit Marxismus und Kultur. Ideologie, Alltag, Literatur eine weitere Auswahl der Schriften Gramscis.
In der DDR erschienen mehrere Auswahlbände. Im Jahr 1980 wurde die Textsammlung Zu Geschichte, Politik und Kultur gedruckt, die 1986 in einer zweiten Auflage erschien und zu rund einem Viertel aus Texten der Gefängnishefte besteht. 1984 veröffentlichte Klaus Bochmann Notizen zur Sprache und Kultur, 1987 erschien Gedanken zur Kultur. In dem letzteren Buch sind etwa 75 Prozent der abgedruckten Texte Auszüge aus den Gefängnisheften.
Die deutschsprachige Gesamtausgabe der Gefängnishefte erfolgte schließlich in den Jahren 1991 bis 2002 durch den Argument Verlag. Dem Verlag kam hierbei keinerlei externe Finanzierung zu. Im Juni 2012 erfolgte eine Neuauflage der zehnbändigen Reihe, dieses Mal jedoch im Taschenbuchformat.
Als Vorlage der deutschen Übersetzung der Gefängnishefte diente die italienische, kritische Ausgabe von Gerratana. Die einzelnen Hefte wurden dabei ebenso wie dort in chronologischer Reihenfolge angeordnet. Als problematisch für die Übersetzung erwies sich der Umstand, dass einige von Gramscis Begriffen wie etwa senso commune nur schwer mit einem Äquivalent in der deutschen Sprache wiedergegeben werden können. Dies führte dazu, dass in einigen Fällen das italienische Original beibehalten wurde. Hinzu kommt eine Diskussion darüber, ob nicht einige der von Gramsci verwendeten Begriffe als Tarnsprache anzusehen sind, um die Zensur im Gefängnis zu umgehen.
2004 wurde im Argument-Verlag mit dem Titel Erziehung und Bildung eine thematische Selektion aus den Gefängnisheften veröffentlicht. Drei Jahre später folgte mit Amerika und Europa eine weitere derartige Veröffentlichung. 2012 wurde mit Literatur und Kultur ein dritter Band veröffentlicht.
Die englischsprachige Herausgabe (Prison Notebooks) der Gesamtausgabe wurde zeitgleich mit der deutschen begonnen. Die Leitung bei diesem Projekt übernahm Joseph A. Buttigieg (1947–2019). Bislang (Stand: 2020) sind drei Bände erschienen, die die Hefte 1–8 enthalten. 1971 erschien mit den Selections from the Prison Notebooks eine erste Textauswahl. 1994 folgten die Further Selections from the Prison Notebooks.

## Struktur und Aufbau
Gemäß einer Einteilung von Valentino Gerratana finden sich in den Gefängnisheften drei Texttypen: A, B und C. Die A-Texte sind Erstfassungen. Die C-Texte sind Zweitfassungen von A-Texten. Dabei unterscheiden sich einige der C-Texte von den A-Texten erheblich, während andere einfach nur die Wiedergabe der Erstfassung sind. In einigen Fällen verteilte Gramsci die ursprünglichen A-Texte auf mehrere C-Texte um. Die B-Texte kommen in den Heften nur in einer einzigen Ausführungsvariante vor und wurden von ihm später nicht mehr verändert oder nochmals verwendet.
In der deutschen Gesamtausgabe finden sich 29 der insgesamt 32 Gefängnishefte, verteilt auf 9 Bände mit insgesamt mehr als 2000 Seiten. Der zehnte Teil der Ausgabe ist ein Registerband. Die einzelnen Textabschnitte sind innerhalb eines jeden Heftes mit Paragraphen gekennzeichnet.
Wolfgang Fritz Haug bezeichnet den Aufbau der Gefängnishefte als ein „Mosaik“, das in formaler Hinsicht ein „Anti-Werk“ sei. Christian Gaedt folgt dieser Einschätzung und spricht von einer Ansammlung von Gedankensplittern, Notizen sowie bruchstückhaften Abhandlungen. Diese sind bei Gramsci vielfach nicht thematisch geordnet.

## Inhalt

### Vielfältige Themen
Der Inhalt der Gefängnishefte ist sehr breit gefächert. Es finden sich Anmerkungen, Betrachtungen und Gedanken über politische Philosophie, politische Theorie, Politik im Allgemeinen, Literatur, Intellektuelle und deren gesellschaftliche Funktion und vieles mehr. Gramsci setzt sich auch mit der Philosophie seiner Zeit auseinander, hier vor allem mit Benedetto Croce und Giovanni Gentile, aber auch mit marxistischen Theoretikern wie Leo Trotzki und Nikolai Iwanowitsch Bucharin. An den verschiedensten Punkten kommt er auch immer wieder auf Karl Marx zurück.

### Gramscis Hegemonie-Begriff
Aus einer staats- und gesellschaftstheoretischen Perspektive ist Gramscis Hegemonie-Begriff als ein Kernbegriff der Gefängnishefte anzusehen. Auch wenn Gramsci das Thema der Hegemonie schon in seinen journalistischen Arbeiten behandelte, entwickelte er es in systematischer und umfassenderer Weise erst in den Gefängnisheften.
Die Auseinandersetzung mit der Frage der Hegemonie erfolgt bei Gramsci infolge der Fragestellung, warum es im Anschluss an die Oktoberrevolution in Russland nicht zu einer erfolgreichen Revolution in Westeuropa kam. Er fragt somit auch nach den Gründen für die Stabilität der Ordnung in den westlichen Staaten. Eine Antwort auf diese Fragen findet Gramsci in den Betrachtungen über die Bedeutung der Zivilgesellschaft. Gramsci entwickelt in diesem Zusammenhang das Konzept der Kulturellen Hegemonie.
Gramsci stellt diesbezüglich fest:

„Im Osten war der Staat alles, die Zivilgesellschaft war in ihren Anfängen […]; im Westen bestand zwischen Staat und Zivilgesellschaft ein richtiges Verhältnis, und beim Wanken des Staates gewahrte man sogleich eine robuste Struktur der Zivilgesellschaft. Der Staat war nur ein vorgeschobener Schützengraben, hinter welchem sich eine robuste Kette von Festungen und Kasematten befand […].“

Den Staat selbst definiert Gramsci an einer anderen Stelle als „politische Gesellschaft + Zivilgesellschaft, d. h. Hegemonie gepanzert mit Zwang“. Insofern sieht Gramsci den Staat nicht als außerhalb der Gesellschaft stehend an. Stattdessen besteht dieser aus zwei Ebenen: der Zivilgesellschaft und der politischen Ebene, die als Staat im engeren Sinne bezeichnet werden kann. Die Trennung dieser beiden erfolgt bei Gramsci in rein methodischer Absicht. Die Zivilgesellschaft besteht bei Gramsci aus Institutionen, die geläufiger Weise als privat angesehen werden: Museen, Theater, die Kirche, politische Parteien, Massenmedien sowie Bildungseinrichtungen und anderes. Nach Gramsci wird durch die Zivilgesellschaft die Funktion der Hegemonie über die gesamte Gesellschaft ausgeübt.
Der öffentlichen Meinung spricht Gramsci bei der Herstellung politischer Hegemonie eine grundlegende Rolle zu. Diese sei „der Berührungspunkt zwischen der »Zivilgesellschaft« und der »politischen Gesellschaft«, zwischen dem Konsens und der Gewalt“.
Bei der Betrachtung der Hegemonie ist für Gramsci die Unterscheidung in Führung und Herrschaft von zentraler Wichtigkeit. Herrschaft umfasst für ihn die Dimensionen der Gewalt und des Zwangs, während Führung auf Konsens und Zustimmung beruht, die wiederum mit der Frage der Hegemonie verbunden sind. Gramsci führt aus:

„die Suprematie einer gesellschaftlichen Gruppe äußert sich auf zweierlei Weise, als ‚Herrschaft‘ und als 'intellektuelle und moralische Führung'. Eine gesellschaftliche Gruppe ist herrschend gegenüber den gegnerischen Gruppen, die sie […] mit Waffengewalt zu unterwerfen trachtet, und sie ist führend gegenüber den verwandten und verbündeten Gruppen. Eine gesellschaftliche Gruppe kann und muss sogar führend sein, bevor sie die Regierungsmacht erobert.“

Nachdem eine Gruppe die Macht erobert hat, muss sie stets herrschend und zugleich führend bleiben, um diese auch zu behalten und hegemonial zu sein.

### Gramscis Ideologiebegriff
In Bezug auf die Frage der Ideologie hat Gramsci in den Heften keine systematische Theorie entwickelt und verwendet den Begriff in vielfältiger Hinsicht. Gramsci spricht von Ideologie in Bezug auf Glaube und Religion sowie Politik und der Ideologie selbst. Für Gramsci ist die Ideologie der Zement, der die Zivilgesellschaft und somit den Staat zusammenhalte. Die Ideologie manifestiere sich als Auffassung von der Welt in der Kunst, dem Recht sowie wirtschaftlichen Handlungen und generell allen individuellen wie kollektiven Lebensäußerungen. Hans-Jürgen Bieling schreibt, dass für Gramsci die gesellschaftlich herrschende Ideologie in den Institutionen der Zivilgesellschaft und den Orten der öffentlichen Meinungsbildung ausgearbeitet werde. Gramsci selbst schreibt in diesem Zusammenhang, dass die

„Presse […] der dynamischste Teil [der] ideologischen Struktur [ist], aber nicht der einzige: all das, was die öffentliche Meinung direkt oder indirekt beeinflußt oder beeinflussen kann, gehört zu ihr: die Bibliotheken, die Schulen, die Zirkel und Clubs unterschiedlicher Art, bis hin zur Architektur, zur Anlage der Straßen und zu den Namen derselben.“

Hinzu kämen noch „Verlagshäuser […], politische Zeitungen, Zeitschriften jeder Art, wissenschaftliche, literarische, philologische, populärwissenschaftliche“.
Ähnlich wie Karl Marx spricht Gramsci davon, dass die Ideologie dasjenige Terrain sei, auf dem die Menschen die grundlegenden gesellschaftlichen Konflikte und Auseinandersetzungen erkennen würden.

### Gramscis Begriff der Intellektuellen
In den Überlegungen Gramscis ist die Frage der Intellektuellen eng mit den Themen der Hegemonie und Ideologie verknüpft. Grundsätzlich sind für Gramsci sämtliche Menschen Intellektuelle, aber nicht alle würden die gesellschaftliche Funktion von Intellektuellen übernehmen. Daneben führt Gramsci die Unterscheidung in traditionelle und organische Intellektuelle ein.
Intellektuelle übernehmen eine organisierende Funktion sowohl in der Produktion als auch in der Kultur sowie dem politisch-administrativen Bereich. Zusätzlich sind die Intellektuellen diejenigen, welche „die gesellschaftliche Hegemonie einer Gruppe und ihre staatliche Herrschaft […] organisieren“.

### Das Recht
Für Gramsci übernimmt das Recht zwei grundlegende Funktionen: Zum einen würde darüber die Homogenisierung der herrschenden Gruppe gewährleistet, zum anderen diene es der Schaffung eines „gesellschaftlichen Konformismus“, welcher der herrschenden Gruppe von Nutzen sei. Das Recht ist dieser Argumentation folgend nicht der Ausdruck der Gesamtgesellschaft, sondern allein der führenden Klasse. Diese würde der übrigen Gesellschaft ihre „Verhaltensnormen“ auferlegen.

## Rezeption
Die Rezeption der Gefängnishefte erfolgte auf vielfältige Art und Weise und in den verschiedensten wissenschaftliche Disziplinen.
Der kanadische Politikwissenschaftler Robert W. Cox hat in seinen Schriften den Versuch unternommen, Gramscis Begriff der Hegemonie für den Bereich der Internationalen Beziehungen fruchtbar zu machen und auf die globale Ebene zu übertragen. Seither bildet der sogenannte Neogramscianismus einen eigenen Zweig innerhalb der Theorie der internationalen Beziehungen sowie der Internationalen Politischen Ökonomie.
Einen anderen Zugang zum Hegemonie-Begriff und dessen Fortentwicklung haben Ernesto Laclau und Chantal Mouffe seit Mitte der 1980er Jahre unternommen. Sie entwickelten daraus eine eigene Diskurstheorie.
Andere Anknüpfungen erfolgten in der Erziehungswissenschaft bzw. Pädagogik, in den Cultural Studies, in wissenschaftlichen Betrachtungen über Sprache, Kultur, Faschismus und in der Beschäftigung mit Intellektuellen. Auch für postkoloniale Denkansätze erwies sich Gramsci als fruchtbar.
Terry Eagleton betont die Bedeutung Gramscis für ein verändertes Verständnis von Ideologie. Es habe bei Gramsci ein Übergang in der Betrachtung von Ideologie als einfaches Vorstellungs- und Gedankensystem (auch "falsches Bewusstsein") hin zu einer „gelebte[n], habituelle[n] gesellschaftliche[n] Praxis“ stattgefunden. Demnach ist also, Gramsci folgend, das reale Handeln als Ideologie zu verstehen.
Jan Rehmann betont, dass Louis Althussers Konzeption der Ideologischen Staatsapparate und des Repressiven Staatsapparats in dessen zentralem Essay Ideologie und ideologische Staatsapparate an Antonio Gramscis analytischer Trennung von Zivilgesellschaft und politischer Gesellschaft orientiert sei. Zudem hätten Gramscis Überlegungen zum integralen Staat einen grundlegenden Einfluss auf die Arbeit Althussers.

## Textausgaben
- Antonio Gramsci: Selections from the Prison Notebooks of Antonio Gramsci. Hrsg. v. Geoffrey N. Smith und Quintin Hoare, 1971.
- Antonio Gramsci. Philosophie der Praxis. Eine Auswahl. Hrsg. u. übersetzt v. Christian Riechers, Frankfurt am Main 1967.
- Antonio Gramsci: Zu Geschichte, Politik und Kultur. Hrsg. v. Guido Zamiš, Leipzig 1980.
- Antonio Gramsci: Marxismus und Kultur. Ideologie, Alltag, Literatur. Hrsg. und übersetzt v. Sabine Kebir, Hamburg 1983.
- Antonio Gramsci: Notizen zur Sprache und Kultur. Hrsg. u. übersetzt v. Klaus Bochmann, Leipzig 1984.
- Antonio Gramsci: Gedanken zur Kultur. Hrsg. v. Guido Zamiš, Leipzig 1987.
- Antonio Gramsci: Gefängnishefte. Herausgegeben von Klaus Bochmann und Wolfgang Fritz Haug, 10 Bände. Argument-Verlag, Hamburg 1991–2002.
- Antonio Gramsci: Prison Notebooks. Volume 1–3, hrsg. v. Joseph A. Buttigieg, 1992–2007 New York City.
- Antonio Gramsci: Further Selections from the Prison Notebooks. 1995.
- Antonio Gramsci: Erziehung und Bildung. Herausgegeben von Andreas Merkens. Argument-Verlag, Hamburg 2004, ISBN 3-88619-423-X (Gramsci-Reader 1).
- Antonio Gramsci: Amerika und Europa. Herausgegeben von Thomas Barfuss. Argument-Verlag, Hamburg 2007 (Gramsci-Reader 2).
- Antonio Gramsci: Gefängnishefte. Herausgegeben von Klaus Bochmann und Wolfgang Fritz Haug, 10 Bände. Argument-Verlag, Hamburg 2012 (Taschenbuchausgabe).
- Antonio Gramsci: Literatur und Kultur. Herausgegeben von Ingo Lauggas. Argument-Verlag, Hamburg 2012 (Gramsci-Reader 3).

## Sekundärliteratur
- Klaus Bochmann: Editorische Vorbemerkung. In: Gefängnishefte. Band 1, S. 15–20, Hamburg 1991.
- Valentino Gerratana: Einleitung. In: Gefängnishefte. Band 1, S. 21–46 Hamburg 1991.
- Wolfgang Fritz Haug: Vorwort. In: Gefängnishefte. Band 1, S. 7–14 Hamburg 1991.
- Wolfgang Fritz Haug: Einleitung. In: Gefängnishefte. Band 6, S. 1195–1222 Hamburg 1994.
- Gramsci lesen! Einstieg in die Gefängnishefte, hrsg. v. Mario Candeias, Florian Becker, Janek Niggemann, Anne Steckner, Hamburg 2013.
- Thomas Barfuss, Peter Jehle: Antonio Gramsci zur Einführung, Hamburg 2014.
- Giuseppe Cospito: The Rhythm of Thought in Gramsci. A Diachronic Interpretation of Prison Notebooks, Leiden 2016.

## Nachschlagewerke
- Joseph A. Buttigieg: Gefängnishefte. In: Historisch-kritisches Wörterbuch des Marxismus. Bd. 4, Argument-Verlag, Hamburg 1999, Sp. 1318–1329.